# The Converts
The Converts é um filme mudo norte-americano de 1910 em curta-metragem, do gênero drama, dirigido por D. W. Griffith. O filme foi produzido e distribuído por Biograph Company.